# زمین‌لرزه ۱۳۴۷ فردوس
زمین‌لرزه فردوس در تاریخ ۱ سپتامبر ۱۹۶۸ میلادی، برابر با ‎۱۰ شهریور ۱۳۴۷، ساعت ۱۰:۴۷:۰۱ به زمان یوتی‌سی در ایران ، منطقه فردوس رخ داد. بزرگی آن ۶٫۴ در مقیاس Ms اعلام شده‌است. در این زمین لرزه بخش زیادی از شهر تاریخی تون ویران شد. 

## واکنش‌ها
- شاه: محمدرضا پهلوی و فرح، صبح پنج‌شنبه ۱۴ شهریور با بالگرد به شهر فردوس رفتند و با مردم آسیب دیده دیدار کردند.

- نخست وزیر: امیرعباس هویدا، نخست‌وزیر وقت، روز یکشنبه ۱۰ شهریور به مناطق زلزله‌زده رفت تا از نزدیک مدیریت بحران را بر عهده بگیرد. [۳]
- مراجع تقلید: تعدادی از مراجع تقلید از جمله خوانساری، گلپایگانی و شریعتمداری، پیام‌های تسلیت و همدردی منتشر کردند.[۳]

### اشاره سیدعلی خامنه ای به این زمین‌لرزه
سید علی خامنه ای، در سال ۱۳۹۱، پس از بازدیدی که از مناطق زلزله‌زده در زمین‌لرزه استان آذربایجان شرقی داشت، به زمین‌لرزهٔ فردوس اشاره کرد و گفت: «در زلزلهٔ فردوس، که این شهر بزرگ تقریباً با خاک یکسان شده بود، در طول دو ماه، تنها دو بار شیر و خورشید به مردم از نظر اجناس و مواد غذایی کمک کرد؛ حالا چادر و پتو و اینها که هیچ، آن که خیلی خیلی کم و غیرقابل ذکر بود.» وی ضمن بیان خاطرات خود از زلزله هولناک سال ۱۳۴۷ افزود: «من همان وقت منبر رفتم و سخنرانی کردم و از مردم پرسیدم که شیر و خورشید به شماها چه داده. به نظرم گفتند در طول این دو ماه، صد گرم شکر دادند. به همین تناسب، اجناس مختصری داده بودند، نه اجناس لازم زندگی. خب، ما آنجا رفتیم، دیدیم و کار کردیم.»